# Cláusula abusiva

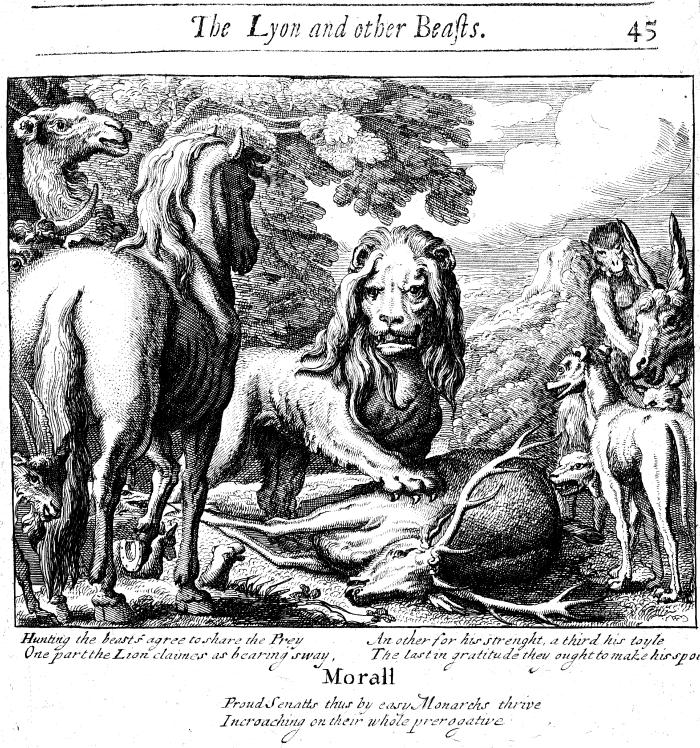
La ilustración de "El león y otras bestias" de la edición de Francis Barlow de las Fábulas de Esopo (Londres, 1687)

Una cláusula abusiva o cláusula leonina es toda cláusula contractual no negociada individualmente, cuya incorporación viene impuesta por una sola de las partes, que produzca desequilibrios importantes entre los contratantes en detrimento del consumidor, del trabajador o análogos.
Este tipo de cláusula o condición va en contra del principio de buena fe, y causa un grave desequilibrio en los derechos y obligaciones de las partes en perjuicio del trabajador, consumidor o una de las partes contractuales. La ley considera las cláusulas abusivas nulas de pleno derecho lo que no implica la nulidad del contrato aunque puede verse alterado sustancialmente.
Una cláusula abusiva es aquello que está escrito en un contrato (laboral, mercantil, hipotecario, crédito) que perjudica con claridad a una de las partes. En los contratos comerciales, de crédito e hipotecario, generalmente perjudica al consumidor ya que lo sitúa una posición de debilidad frente al vendedor o la entidad bancaria.

## Origen de la expresión cláusula leonina
La expresión cláusula leonina toma su origen de una fábula de Esopo: una vaca, una cabra y una oveja habían hecho compañía con un león, y cazaron un ciervo. Partiéndolo en cuatro partes, y queriendo cada uno tomar la suya, dijo el león: la primera parte es mía, pues me toca como león; la segunda me pertenece porque soy más fuerte que ustedes; la tercera me la tomo porque trabajé más que todos; y quien tocare la cuarta, me tendrá por su enemigo; de modo que tomó todo el ciervo para sí. En esta fábula se halla el origen de la expresión "cláusula leonina".

## Cláusulas abusivas en los contratos
Las cláusulas leoninas o abusivas pueden afectar a cualquier condición, parte o cláusula de un contrato, ya sea contrato de trabajo, contrato mercantil, contrato de hipoteca, contrato de crédito, etc.
Las cláusulas abusivas en los contratos no tienen validez, es como si no estuvieran escritas.

### Las cláusulas abusivas en la contratación de préstamos hipotecarios
En la contratación de préstamos hipotecarios pueden aparecer los siguientes tipos de cláusulas o condiciones abusivas:
- Cláusulas sobre gastos de formalización de la hipotecas, cargan los gastos en comprador cuando deben pagarse por el banco.

Se refieren a los gastos de la formalización del préstamo con garantía hipotecaria (distintos a los gastos de la compraventa) que deben ser soportados por el banco o entidad financiera: En Europa, el Tribunal de Justicia de la Unión Europea de Luxemburgo (TJUE) sentenció que la nulidad de los gastos hipotecarios por abusivos puede ser reclamada por los afectados que deben recibir la cantidad correspondiente afectada por las cláusulas abusivas.
- gastos u honorarios notariales (de la constitución o escritura de hipoteca)
- gastos u honorario de registros (por la inscripción de la hipoteca)
- tasación (requerida por el banco para valorar el riesgo del préstamo)
- gestoría (cuando es exigida o impuesta por el banco)
- impuestos derivados de la formalización de la hipoteca (Impuesto de Actos Jurídicos Documentados (IAJD) o cualquier otro). En España la Sentencia marzo de 2018 establece que los bancos deben pagar parte de los gastos de constitución, pero que el Impuesto sobre Actos Jurídicos Documentados (IAJD) y el de Transmisiones Patrimoniales (ITP) corre íntegramente por cuenta del prestatario.

Además se pueden reclamar los gastos por los siguientes conceptos si llegara el caso:
- gastos de cancelación de la hipoteca (cuando se termine el pago o extinga su vigencia si queramos cancelar la hipoteca, los trámites y certificación de la cancelación deben correr a cuenta del banco).

- gastos de entrega de la certificación de extinción de hipoteca (es una obligación de la notaría emitirlo y hacerlo llegar al usuario sin coste).

- gastos por estudios previos (son del banco ya que es quien tiene interés en hacer ese estudio)
- gastos de abogados y procuradores (si hay juicios o reclamaciones por demora)
- gastos por cualquier modificación del contenido de la hipoteca.
- gastos del seguro por impagos (el banco debe pagar el establecimiento y las cuotas de este seguro ya que es el beneficiario).

- Cláusulas abusivas sobre los tipos de interés de referencia (euribor, IRPH...).
  - Cláusula suelo, limitan la bajada de la cuota cuando baja el tipo de interés o el interés es negativo. En España con el fraude de las cláusulas suelo la cantidad defraudada por los bancos ascendería a 4.000 millones de euros según datos del Banco de España y afectaría a unos 3,3 millones de españoles.[10][11][12][13][14]
  - Cláusula cero, limitan la bajada de la cuota cuando baja el tipo de interés o el interés es negativo
  - Manipulación de los índices de referencias. Tipos de interés manipulados por las entidades bancarias.[4][15][16][17][18]
  - Cláusulas sobre redondeo al alza de los tipos de interés de referencia, el banco sube el tipo interés en puntos enteros, medios puntos o cuartos de punto con redondeos al alza en perjuicio del cliente.[4]
  - Cláusulas sobre intereses de demora que no deberían superar tres veces el tipo de interés legal del dinero ni superar en dos puntos el porcentaje inicialmente firmado.[4]
  - Cláusula 360/365 que privilegia al banco que utiliza interesadamente 360 o 365 anuales para los cálculos de los tipos y cuotas.[4]
- Cláusulas de vencimiento anticipado. En España en enero de 2017 el Tribunal de Justicia de la Unión Europea dictó sentencia de nulidad contra las cláusulas de vencimiento anticipado de las hipotecas, incluso si estas no han sido aplicadas.[19][20]

## Regulaciones

### Argentina
La conceptualización legal proviene de la fórmula adoptada por el CCCN, en línea con el derecho comparado, y según la cual es abusiva la cláusula que "tiene por objeto o por efecto provocar un desequilibrio significativo entre los derechos y las obligaciones de las partes, en perjuicio del consumidor" (art. 1119).
En su artículo 37 la Ley de defensa del consumidor dispone en el plano de los efectos que las cláusulas con términos abusivos, "sin perjuicio de la validez del contrato, se tendrán por no convenidas". A continuación son enumeradas:

- Las cláusulas que desnaturalicen las obligaciones o limiten la responsabilidad por daños;

- Las cláusulas que importen renuncia o restricción de los derechos del consumidor o amplíen los derechos de la otra parte;

- Las cláusulas que contengan cualquier precepto que imponga la inversión de la carga de la prueba en perjuicio del consumidor.

En cuanto a la interpretación, la misma se realizará en el sentido más favorable al consumidor, ya que ésta es la parte más débil en la relación contractual.

### España
En España, el artículo 80 del Texto refundido de la Ley General para la Defensa de los Consumidores y Usuarios, exige que los contratos con consumidores y usuarios cuando incorporen cláusulas no negociables individualmente, reúnan determinados requisitos:
1. La redacción de dichas cláusulas debe ser concreta, clara y sencilla. Impide el reenvío a otros textos o documentos que no se faciliten en ese momento, así como las cláusulas ambiguas.
2. Cognoscibilidad: debe ser accesible y legible de manera que el consumidor sepa antes de celebrar el contrato de la existencia y contenido de la cláusula. Actualmente está regulado cuál debe ser el Tamaño de letra de los contratos; En España hasta 2022 el tamaño de la letra de los contratos con consumidores no podía ser inferior a 1,5 milímetros. A partir del 1 de junio de 2022, el tamaño de la letra de los contratos no puede ser inferior a 2,5 milímetros , lo que equivale a un tamaño 7 en Punto tipográfico.[24][25]

La ley establece un elenco de cláusulas abusivas, algunas de las cuales se integran en alguna de las siguientes categorías:
- Cláusulas que vinculan el contrato a la voluntad del empresario
- Cláusulas que limitan el derecho de los consumidores y usuarios
- Cláusulas que determinen falta de reciprocidad en el contrato
- Cláusulas que imponen al usuario garantías desproporcionadas o impongan sobre el usuario la carga de la prueba
- Cláusulas que resulten desproporcionadas respecto de la perfección y ejecución del contrato
- Cláusulas que contravengan las reglas sobre competencia y derecho aplicable

Regula cada una de estas categorías estableciendo su régimen jurídico y los efectos o eficacia de cada una de ellas, así como las condiciones generales de contratación, el derecho de desistimiento y otras operaciones como el pago por tarjeta de crédito.
La Sentencia de marzo de 2018 del Tribunal Supremo establece que los bancos deben pagar parte de los gastos de constitución (notaría, registro...), pero que el Impuesto sobre Actos Jurídicos Documentados (IAJD) y el de Transmisiones Patrimoniales (ITP), corren íntegramente por cuenta del prestatario, es decir, el solicitante de la hipoteca.

### México
En 2015 la Comisión Nacional para la Protección y Defensa de los Usuarios de Servicios Financiero (Confusef) detectó 185 cláusulas abusivas en contratos de instituciones financieras. El producto con mayor número de cláusulas abusivas es el crédito hipotecario con 25, le sigue el crédito de nómina con 24 y el depósito a la vista con 22. La Condusef pidió a los usuarios revisar sus contratos en el nuevo 'micrositio' de la entidad de Cláusulas Abusivas y reportarlo para iniciar procesos no sólo de sanción sino de eliminación de la cláusula.